# Катерина де Бурбон (герцогиня Гельдерна)
Катери́на де Бурбо́н (1440, Льєж, Священна Римська імперія — 21 травня 1469, Неймеген, Гелдерланд, Нідерланди) — герцогиня Гельдерна в 1465—1469 роках, дружина Адольфа Егмонта, герцога Гельдерна. Четверта дочка Карла I де Бурбона і Агнеси Бургундської.

## Життя
Як до, так і після його вступу на престол Катерину кілька разів пропонували за наречену королю Англії Едуарду IV. Шлюбні переговори не мали успіху, і Едуард здивував власний народ і європейські двори, одружившись із кохання з Єлизаветою Вудвіл, дочкою маловідомого лицаря.
28 грудня 1463 року в Брюгге Катерина де Бурбон вийшла заміж за Адольфа Егмонта (1438—1477), який 1465 року успадкував від свого батька титул герцога Гельдерна.
Катерина та Адольф мали двох дітей:
- Карл[ru] (1467—1538), герцог Гельдерна
- Філіппа (1467—1547), від 1485 одружена з герцогом Рене II Лотаринзьким (1451—1508)

Катерина померла 1469 року у віці близько двадцяти дев'яти років і похована в Неймегені у церкві Святого Стефана.